# Boeritsa Point
Der Boetitsa Point (englisch; bulgarisch нос Боерица nos Boeriza) ist eine felsige Landspitze an der Südküste der Livingston-Insel im Archipel der Südlichen Shetlandinseln. Sie ragt als Ausläufer des Atlantic Club Ridge 0,73 km südlich des Kap Hespérides und 0,88 km nordnordöstlich des Ballester Point in die South Bay hinein. Durch den Rückzug des Contell-Gletschers wurde sie zu Beginn des 21. Jahrhunderts freigelegt.
Bulgarische Wissenschaftler kartierten sie 1996 und 2009. Die bulgarische Kommission für Antarktische Geographische Namen benannte sie 2012 nach der Ortschaft Boeriza im Westen Bulgariens.